# Arrenurus amplus
Arrenurus amplus är en kvalsterart som beskrevs av Marshall 1908. Arrenurus amplus ingår i släktet Arrenurus och familjen Arrenuridae. Inga underarter finns listade i Catalogue of Life.